# Kimblaeus bassensis
Kimblaeus bassensis es una especie monotípica de pez del género Kimblaeus, de la familia Syngnathidae, en el orden de los Syngnathiformes.

## Morfología
De cuerpo alargado, tronco llano, con la cabeza alineada con el cuerpo, y el hocico de tamaño moderado. Tiene pequeñas proyecciones dermales, normalmente en la cabeza. Cuenta con aleta dorsal y aletas pectorales, carece de aleta anal, y la aleta caudal es pequeña y redondeada.
Tiene 25-27 radios blandos dorsales, 9-10 radios blandos pectorales y 8 radios en la aleta caudal. Cuenta con 17-18 anillos en el tronco y 44-46 anillos en la cola.
Su coloración es naranja, con algunos puntos en la cabeza  y bandas en el cuerpo, de tonalidad naranja más oscura.
Los machos pueden alcanzar 16 cm de longitud total.

## Reproducción
Es ovovivíparo y el macho transporta los huevos en una bolsa ventral, la cual se encuentra debajo de la cola.

## Hábitat
Es un pez  de mar, demersal, y de clima templado. Habita fondos con conchas y escombro en la plataforma continental. Su rango de profundidad es de 58 a 74 m, aunque se han reportado a 204 m, y en un rango de temperatura entre 14.26 y 15.99 °C.

## Distribución geográfica
Se encuentra en Australia: Estrecho de Bass y Mar de Tasmania.

## Conservación
Kimblaeus bassensis no está evaluado por la Lista Roja de Especies Amenazadas. Está protegido por el Acta 1999 del Gobierno de Australia (EPBC Act) para la Protección del Medioambiente y la Conservación de la Biodiversidad, y por las Actas para la Gestión de la Pesca de Victoria, Tasmania y Australia del Sur.